# Altera (Schiff)
Die Altera ist eine Doppelendfähre der finnischen Reederei Suomen Lauttaliikenne (Finferries).

## Geschichte
Die Fähre des Typs LMG 92-DEH wurde unter der Baunummer P315 auf der Crist-Werft in Gdynia gebaut. Der Bau begann mit dem ersten Stahlschnitt am 1. Juli 2020. Die Kiellegung fand am 30. Oktober 2020, der Stapellauf am 12. Dezember 2021 statt. Die Fertigstellung der Fähre erfolgte am 29. Juni 2022. Sie wurde im Juli 2022 von der Bauwerft nach Turku geschleppt. Getauft wurde die Fähre am 14. September 2022 durch die damalige Europaministerin Tytti Tuppurainen in Helsinki. Die Fähre verkehrt auf der Fährverbindung im Verlauf der Regionalstraße 180 zwischen den Inseln Lillmälö (Pargas) und Lillandet (Nagu) im Schärenmeer südwestlich von Turku.
Entworfen wurde die Fähre vom norwegischen Schiffsarchitekturbüro LMG Marin. Der Entwurf basiert auf der 2017 in Dienst gestellten Fähre Elektra.

## Technische Daten und Ausstattung
Die Fähre ist mit einem Hybridantrieb mit zwei Siemens-Elektromotoren mit jeweils 950 kW Leistung ausgestattet, die zwei Schottel-Propellergondeln antreiben. Die Stromversorgung erfolgt in erster Linie durch zwei Akkumulatorbänke mit einer Kapazität von jeweils 600 kWh, die an den Anlegern aufgeladen werden. Zusätzlich stehen drei von Scania-Dieselmotoren mit jeweils 500 kW Leistung angetriebene Generatoren zur Verfügung, die allerdings nur im Bedarfsfall genutzt werden, beispielsweise bei erhöhtem Leistungsbedarf des Antriebs bei Schlechtwetter oder starker Vereisung des befahrenen Gewässers.
Die Fähre verfügt über ein durchlaufendes Fahrzeugdeck, das über herunterklappbare Rampen an den beiden Enden der Fähre zugänglich ist. Das Fahrzeugdeck ist größtenteils nach oben offen und im mittleren Teil mit den Decksaufbauten überbaut. Auf die Decksaufbauten ist mittig das Steuerhaus aufgesetzt. Die nutzbare Durchfahrtshöhe auf dem Fahrzeugdeck beträgt 4,5 m. Es stehen 480 Spurmeter auf fünf Fahrspuren zur Verfügung. Die Fähre kann bis zu 92 Pkw befördern. Unterhalb des Fahrzeugdecks befindet sich ein Aufenthaltsraum für die Passagiere. Die Kapazität ist mit 375 Personen angegeben (einschließlich der dreiköpfigen Schiffsbesatzung).
Der Rumpf der Fähre ist eisverstärkt (Eisklasse 1B).